# Моталчата
Моталчата (итал. Mottalciata) је насеље у Италији у округу Бијела, региону Пијемонт.
Према процени из 2011. у насељу је живело 505 становника. Насеље се налази на надморској висини од 209 м.

## Становништво
Према резултатима пописа становништва 2011. у општини је живело 1.431 становника.
| 1931. | 1936. | 1951. | 1961. | 1971. | 1981. | 1991. | 2001. | 2011. |
| ----- | ----- | ----- | ----- | ----- | ----- | ----- | ----- | ----- |
| 1.471 | 1.444 | 1.433 | 1.416 | 1.437 | 1.455 | 1.343 | 1.416 | 1.431 |